# Giuseppe De Cristoforis
Giuseppe De Cristoforis (ou De Cristofori) est un naturaliste et collectionneur italien, né le 11 octobre 1803 à Milan et mort le 27 décembre 1837 dans cette même ville.
Ses collections, réunies à celles de Giorgio Jan (1791-1866), constituent la base du Museo Civico di Storia Naturale de Milan. Il les lègue à la ville en 1832 à la condition que la municipalité crée un muséum et qu’elle en convie la direction à son ami G. Jan.

## Source
- Cesare Conci et Roberto Poggi (1996), Iconography of Italian Entomologists, with essential biographical data. Memorie della Società entomologica Italiana, 75 : 159-382. (ISSN 0037-8747)